# 줄루 (영화)
《줄루》(Zulu)는 영국에서 제작된 사이 엔드필드 감독의 1964년 전쟁, 드라마 영화이다. 마이클 케인 등이 주연으로 출연하였고 스탠리 베이커 등이 제작에 참여하였다.
이 영화는 실제 전쟁인 1964년 1월 22일의 85주년을 기념으로 웨스트엔드오브런던의 플라자 극장에서 처음 상영되었다. 2017년, 타임 아웃지의 150명의 배우, 감독, 각본가, 제작자, 비평가들의 투표에서 최고의 영국 영화에서 93번째로 이름을 올렸다.

## 출연

### 주연
- 마이클 케인
- 스탠리 베이커

### 조연
- 잭 호킨스
- 울라 제이콥슨
- 제임스 부스
- 나이젤 그린
- 아이버 엠마누엘
- 폴 데인먼
- 글린 에드워즈

## 기타
- 협력프로듀서: 배질 키스

## 같이 보기
- 나탈 식민지
- 아프리카 분할
- 줄루 왕국